# うしかい座ベータ星
うしかい座β星（うしかいざベータせい、β Boo / β Boötis）は、うしかい座の恒星で4等星。

## 概要
黄色の巨星。磁気のループが崩れる際に大規模なフレアを起こす閃光星である。また、恒星大気中にバリウムを多く含むバリウム星である。バリウム星は、先に進化した伴星から中性子過剰な元素を奪い取ることで重元素を多く含むと考えられており、大気を剥ぎ取られた白色矮星が伴星として存在するはずだが、この星にはそのような伴星の存在は確認されていない。

## 名称
固有名のネカル (Nekkar) は、アラビア語で「（荷役用の）牡牛を追う者」を意味する al-baqqār に由来する。2016年8月21日に国際天文学連合の恒星の命名に関するワーキンググループ (Working Group on Star Names, WGSN) は、Nekkar をうしかい座β星の固有名として承認した。